# Johann Pfanzagl
Johann Richard Pfanzagl (2 juillet 1928 - 4 juin 2019) est un mathématicien autrichien connu pour ses recherches en statistiques mathématiques,.

## Biographie
Pfanzagl étudie de 1946 à 1951 à l'Université de Vienne et y obtient son doctorat en 1951 avec Johann Radon et Edmund Hlawka sur le thème des formes hermitiennes dans les corps de nombres carrés imaginaires. La même année, il devient membre fondateur de la Société statistique autrichienne, dont il est le secrétaire exécutif de 1955 à 1959. De 1951 à 1959, Pfanzagl dirige le bureau statistique de la Chambre économique fédérale autrichienne. En 1959, il obtient le titre de professeur de statistique à l'Université de Vienne. Depuis 1960, il est membre de la Société mathématique autrichienne. La même année, il rejoint l'Université de Cologne, où il occupe successivement deux chaires, de 1960 à 1964 pour les statistiques économiques et sociales et de 1964 jusqu'à sa retraite en 1995 pour les statistiques mathématiques.
Pfanzagl devient membre honoraire de l'Institut de statistique mathématique en 1968. À partir de 1993, il est membre correspondant de la classe de mathématiques et de sciences naturelles à l'étranger de l'Académie autrichienne des sciences et reçoit un doctorat honorifique de l'Université d'économie et de commerce de Vienne en 1993. Il devient membre honoraire de la Société statistique autrichienne en 1996.

## Publications
- Johann Pfanzagl, Mathematical Statistics, Berlin, Heidelberg, Springer Berlin Heidelberg, coll. « Springer Series in Statistics », 2017 (ISBN 978-3-642-31083-6, DOI 10.1007/978-3-642-31084-3, lire en ligne)
- (en) Johann Pfanzagl, Parametric Statistical Theory, De Gruyter, 3 mai 2011 (ISBN 978-3-11-088976-5, DOI 10.1515/9783110889765, lire en ligne)
- (de) Johann Pfanzagl, Elementare Wahrscheinlichkeitsrechnung, De Gruyter, 1er mars 2011 (ISBN 978-3-11-086921-7, DOI 10.1515/9783110869217, lire en ligne)
- Johann Pfanzagl, Estimation in Semiparametric Models, vol. 63, New York, NY, Springer US, coll. « Lecture Notes in Statistics », 1990 (ISBN 978-0-387-97238-1, DOI 10.1007/978-1-4612-3396-1, lire en ligne)
- Johann Pfanzagl, Asymptotic Expansions for General Statistical Models, vol. 31, New York, NY, Springer New York, coll. « Lecture Notes in Statistics », 1985 (ISBN 978-0-387-96221-4, DOI 10.1007/978-1-4615-6479-9, lire en ligne)
- J. Pfanzagl, Contributions to a General Asymptotic Statistical Theory, vol. 13, New York, NY, Springer New York, coll. « Lecture Notes in Statistics », 1982 (ISBN 978-0-387-90776-5, DOI 10.1007/978-1-4612-5769-1, lire en ligne)
- (de) J. Pfanzagl, Band 1 Elementare Methoden unter besonderer Berücksichtigung der Anwendungen in den Wirtschafts- und Sozialwissenschaften, De Gruyter, 1972 (ISBN 978-3-11-168317-1, DOI 10.1515/9783111683171, lire en ligne)
- (de) J. Pfanzagl, Band 2 Höhere Methoden unter besonderer Berücksichtigung der Anwendungen in Naturwissenschaften, Medizin und Technik, De Gruyter, 1974 (ISBN 978-3-11-082780-4, DOI 10.1515/9783110827804, lire en ligne)
- (en) Johann Pfanzagl, V. Baumann et H. Huber, Theory of Measurement, Heidelberg, Physica-Verlag HD, 1971 (ISBN 978-3-7908-0016-6, DOI 10.1007/978-3-662-41488-0, lire en ligne)
- J. Pfanzagl et W. Pierlo, Compact Systems of Sets, vol. 16, Berlin, Heidelberg, Springer Berlin Heidelberg, coll. « Lecture Notes in Mathematics », 1966 (ISBN 978-3-540-03599-2, DOI 10.1007/bfb0078990, lire en ligne)
- Die axiomatischen Grundlagen einer allgemeinen Theorie des Messens. Schriftenreihe des Statistischen Instituts der Universität Wien N. F. Nr. 1, Physica-Verlag, 1959.